# 6 Персея
6 Персея (лат. 6 Persei, HD 13530) — тройная звезда в созвездии Андромеды на расстоянии приблизительно 182 световых лет (около 56 парсеков) от Солнца. Видимая звёздная величина звезды — +5,401m. Орбитальный период — около 1576,2 суток (4,3155 лет).

## Характеристики
Первый компонент (HD 13530Aa) — жёлтый гигант спектрального класса G8III или G8,5IIIbFe-2. Видимая звёздная величина звезды — +5,4m. Масса — около 1,5 солнечной, радиус — около 7 солнечных, светимость — около 26,3 солнечных. Эффективная температура — около 4920 K.
Третий компонент (CCDM J02136+5104B) удалён на 27,3 угловых секунд. Видимая звёздная величина звезды — +9,8m.